# モナ・リザ
『モナ・リザ』（伊: La Gioconda、仏: La Joconde）は、イタリアの美術家レオナルド・ダ・ヴィンチが描いた油彩画。上半身のみが描かれた女性の肖像画で、「世界でもっとも知られた、もっとも見られた、もっとも書かれた、もっとも歌われた、もっともパロディ作品が作られた美術作品」といわれている。
ポプラ板に油彩で描かれた板絵で、1503年から1506年に制作されたと考えられている。もともとはフランス王フランソワ1世が購入した作品だが、現在はフランスの国有財産であり、パリのルーヴル美術館が常設展示をしている。しばしば「謎」と表現される画題の不確かさ、スケールの大きな画面構成、立体描写の繊細さ、だまし絵めいた雰囲気など、さまざまな点において斬新であったこの作品は、現在に至るまで人々を魅了し続け、研究の対象となってきた。

## モデル　作品名
この作品が『モナ・リザ』と呼ばれているのは、16世紀のイタリア人芸術家、伝記作家ジョルジョ・ヴァザーリの著書『画家・彫刻家・建築家列伝』の「レオナルドは、フランチェスコ・デル・ジョコンドから妻モナ・リザの肖像画制作の依頼を受けた」という記述が元となっている。よって『モナ・リザ』は、「リザ夫人」と訳すことができる。また、このためこの画が「ラ・ジョコンダ」と呼ばれることもある。
イタリア語の「ma donna」は「私の貴婦人」を意味し、短縮形で「mona」と綴られる。ヴァザーリが著作に書いているように「mona」が伝統的な綴りではあるが、現代イタリア語では「madonna」の短縮形は「monna」となることが多い。したがって「モナ・リザ」を現代イタリア語で綴ると「Monna Lisa」となるが、世界の多くの言語では一般的に「Mona Lisa」（または「Mona Liza」）と綴られている。

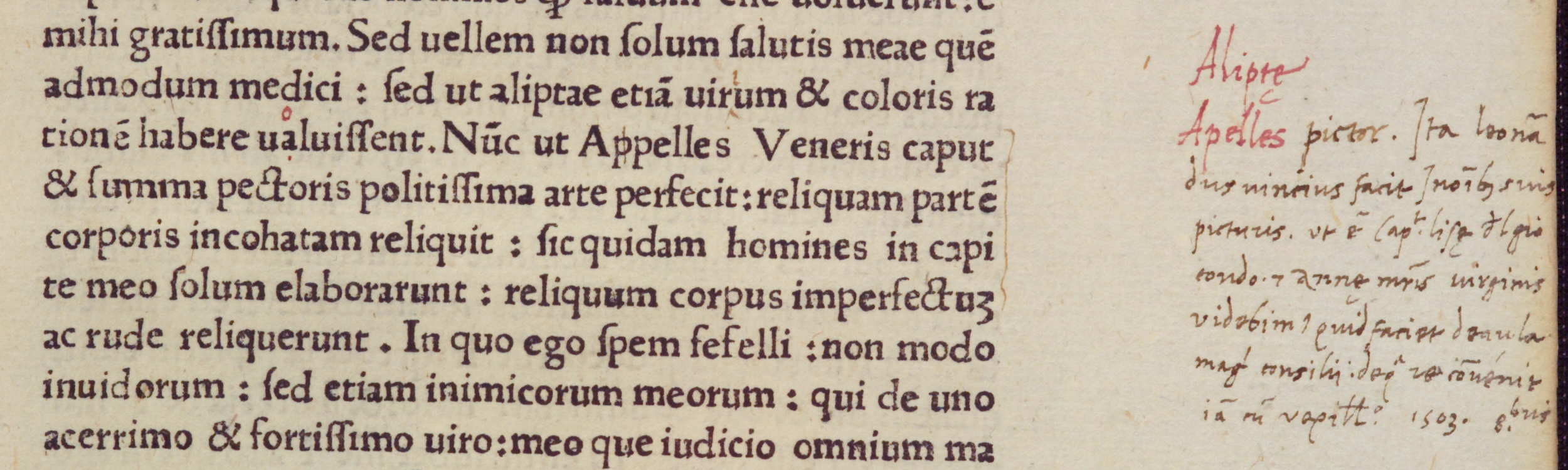
ハイデルベルク大学で発見された、フィレンツェの役人だったアゴスティーノ・ヴェスプッチが1503年に記した書き込み。レオナルドがリザ・デル・ジョコンドの肖像画を制作しているという内容が書かれている

レオナルドの伝記が書かれたヴァザーリの著書『画家・彫刻家・建築家列伝』は、レオナルドが死去した31年後の1550年に出版されたものである。そして現在にいたるまで、『モナ・リザ』の来歴やモデルの特定などの情報源としては、この『画家・彫刻家・建築家列伝』がもっともよく知られた文献資料となっている。
2005年にドイツのハイデルベルク大学図書館の研究者が、大学の蔵書である1477年に出版されたキケロ全集の余白部分にラテン語の書込みを発見した。この書き込みは、レオナルドの同時代人でフィレンツェの役人だったアゴスティーノ・ヴェスプッチが1503年に記したもので、ヴェスプッチはレオナルドを著名な古代ギリシアの画家アペレスに例える文章を書いた人物だった。ヴェスプッチの書き込みには、レオナルドがリザ・デル・ジョコンドの肖像画を制作している最中であることが、1503年10月という日付とともに記されていた。2004年に実施された赤外線分析の結果からも、『モナ・リザ』の制作開始年が、ジョコンドが次男を出産した1503年ごろだといわれている。
レオナルドが1525年に死去する際に、弟子のサライに「ラ・ジョコンダ (la Gioconda)」という題名の肖像画を遺贈したことが、サライの個人的覚書に記されている。イタリア語の「giocondo」は「幸福な」や「陽気な」を意味する。「La Gioconda」はモデルの姓であると同時に、「幸せな人」を意味する「La gioconda」の語呂あわせにもなっている。
『モナ・リザ』のモデルであるリザ・デル・ジョコンドは、フィレンツェとトスカーナに起源を持つゲラルディーニ家の出身で、フィレンツェの裕福な絹商人フランチェスコ・デル・ジョコンドと結婚した。フランチェスコが『モナ・リザ』の制作をレオナルドに依頼したのは、デル・ジョコンド一家の新居引越しと次男アドレアの出産祝いだったと考えられている 。
しかし、別の人物をモデルとみる説も多数ある。ロレンツォ・デ・メディチの息子のジュリアーノ・デ・メディチの依頼でその愛人の一人であるウルビーノ出身のパチフィカを描いたとする説も有力である。レオナルドは終生この画を所持し続けたが、最後にレオナルドが居住したフランスにアラゴンの枢機卿の使いとして訪ねて来たアントニオ・デ・ベアティスがその日記に、3枚の画を見せられ内の１枚について当時既に亡くなっていたジュリアーノ・デ・メディチの依頼したものと記しているためである。その他にも様々な説が存在し、中には自身の顔あるいは弟子のジャン・ジャコモ・カプロッティ（通称サライ）をモデルにしたという説もある。

## 来歴

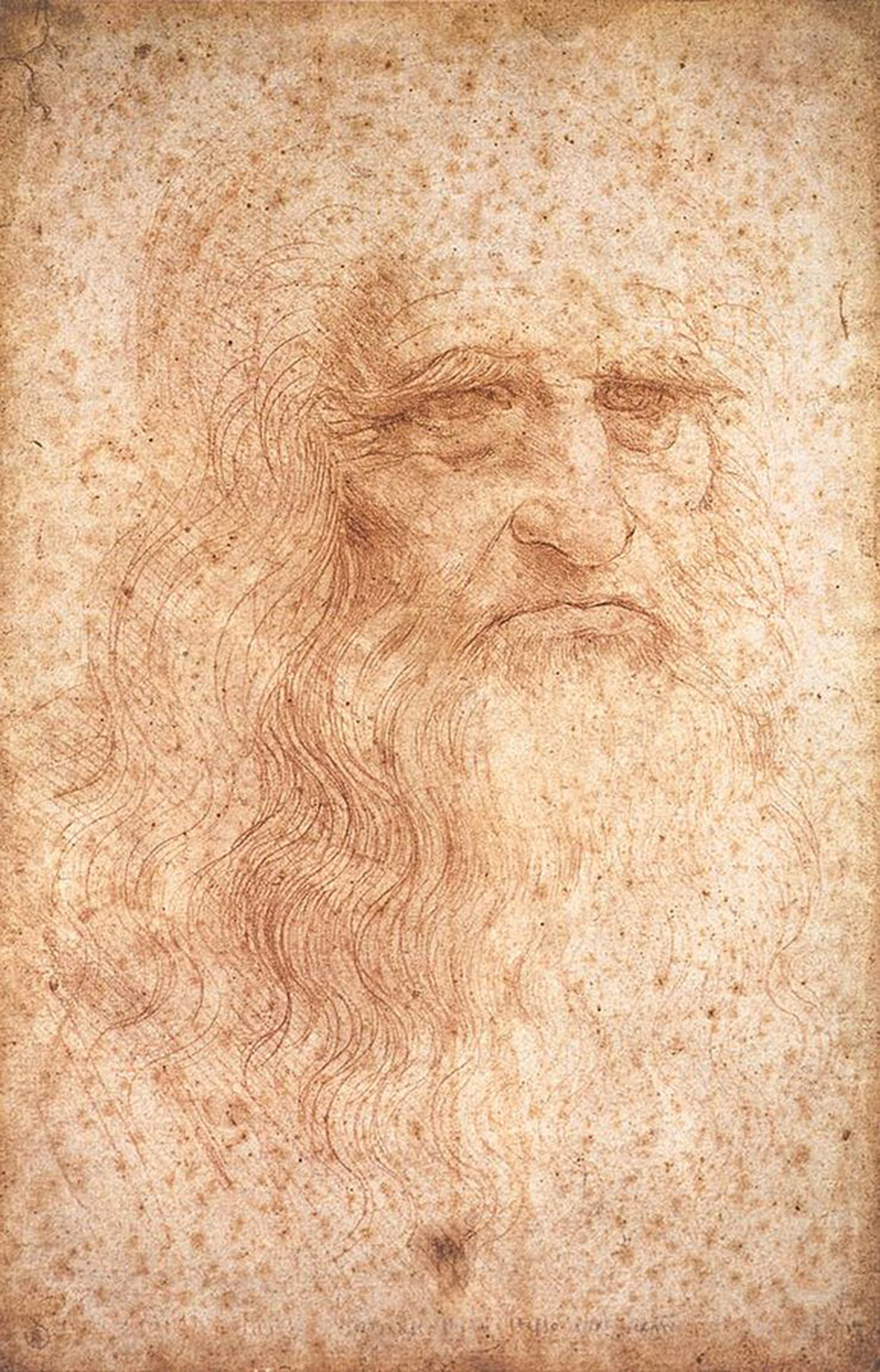
レオナルド・ダ・ヴィンチの自画像。赤パステルで1512年から1515年ごろに描かれた。

レオナルド・ダ・ヴィンチがフィレンツェで『モナ・リザ』の制作を開始したのは1503年もしくは1504年である。レオナルドと同時代人のジョルジョ・ヴァザーリは「制作に4年を費やしたが、結局未完に終わった」と記している。晩年のレオナルドは「ただの1作も完成させることができなかった」ともいわれている。
1516年に、レオナルドはフランス王フランソワ1世の招きに応じてフランスを訪れ、フランソワ1世の居城アンボワーズ城近くのクルーの館に移り住んだ。このときにレオナルドは『モナ・リザ』もフランスへ持参し、フランスでも『モナ・リザ』に加筆し続けたと考えられている。レオナルドは1519年に死去し、『モナ・リザ』は他の作品とともに弟子のサライが相続した。その後フランソワ1世が『モナ・リザ』を4,000エキュで買い上げ、ルイ14世に寄贈されるまで、100年以上フォンテーヌブロー宮殿に所蔵されていた。ルイ14世は『モナ・リザ』を自身が新たに王宮に定めたヴェルサイユ宮殿へと移した。フランス革命後、『モナ・リザ』はルーヴル美術館の所蔵となったが、ナポレオン1世がフランス皇帝だったときには、テュイルリー宮殿のナポレオン1世の寝室に飾られていたこともあった。1870年から1871年に起こった普仏戦争時にはルーヴル美術館からブレスト・アーセナルに移されている。また、第二次世界大戦時には戦禍を避けて、アンボワーズ城、ロク・デュ修道院、シャンボール城を転々とし、最終的にモントーバンのアングル美術館に収められている。

### 盗難と破損

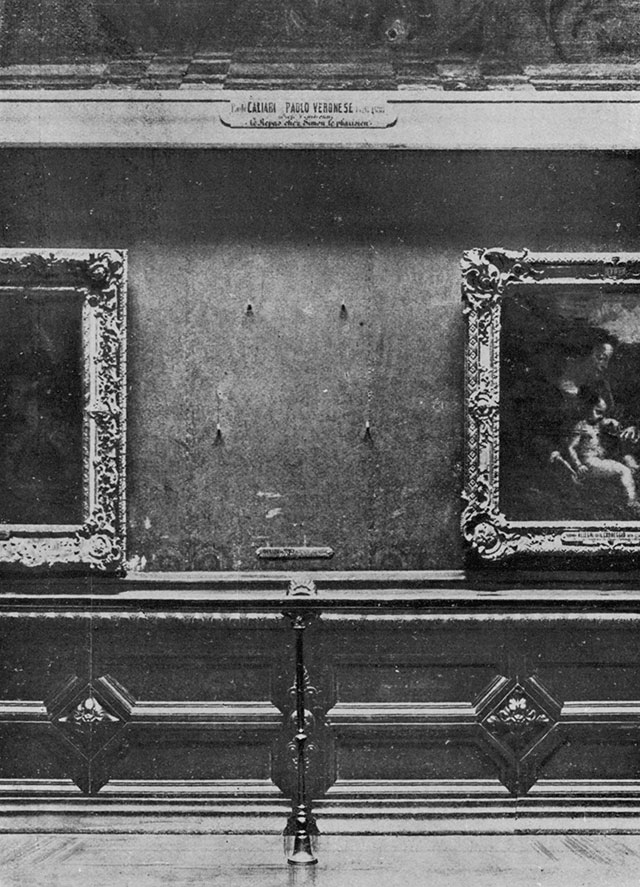
『モナ・リザ』が盗まれたルーヴル美術館サロン・カレの展示場所。

『モナ・リザ』の名声は、1911年8月21日にルーヴル美術館から盗まれたときにさらに上がった。盗難に遭ったのが発覚したのは翌日の8月22日で、フランス人画家ルイ・ベローが、『モナ・リザ』をスケッチするために、『モナ・リザ』が公開されているサロン・カレを訪れた。しかしながら、『モナ・リザ』が展示されているはずの場所には、額縁を固定する釘が残されているだけだった。ベローは警備責任者に連絡したが、この警備責任者は『モナ・リザ』は宣伝に使用する写真撮影のために移動させられているだけだと思い込んでしまった。数時間後、ベローが美術館の担当者に再度確認したところ、『モナ・リザ』には写真撮影の予定が入っていないことが分かり、『モナ・リザ』が盗難に遭ったことが発覚したのである。ルーヴル美術館は、捜査に協力するために一週間閉館となった。
ルーヴル美術館など「燃えてしまえ」と言い放ったことがあるフランス人詩人ギヨーム・アポリネールに盗難の容疑がかかり、アポリネールは逮捕、投獄された。このときアポリネールは友人だったパブロ・ピカソに助けを求めようとしたが、ピカソも事件への関与が疑われ、尋問のために警察へと連行された。証拠不十分で両者共に釈放されているが、後にアポリネールもピカソも全く事件とは無関係だったことが証明されている。
『モナ・リザ』の再発見については悲観的な見方が大半だったが、事件発生から2年後に、かつてルーヴル美術館に雇われたことがあるイタリア人ビンセンツォ・ペルージャが真犯人であることが判明した。ペルージャはルーヴル美術館の開館時間中に入館し、清掃用具入れの中に隠れていた。ルーヴル美術館の閉館後に隠れ場所を出て『モナ・リザ』を外し、コートの下に隠して逃走したのである。ペルージャはイタリア愛国者であり、イタリア人レオナルドの作品はイタリアの美術館に収蔵されるべきだと信じていたとされる。また、真作の『モナ・リザ』が失われれば複製画の価格が高騰すると持ちかけられたことも、動機となっているという説もある。ペルージャは2年間にわたって自身のアパートに『モナ・リザ』を隠していたが、フィレンツェのウフィツィ美術館館長に『モナ・リザ』を売却しようとして、逮捕された。イタリアに持ち込まれていた『モナ・リザ』は、そのままイタリア中で巡回展示された後、1913年にルーヴル美術館に返却された。ペルージャはイタリアで裁判にかけられたが、愛国者であると賞賛され、投獄されたのは6か月に過ぎなかった。
第二次世界大戦中には戦禍を避けて、ルーヴル美術館からアンボワーズ城、ロク・デュ修道院、さらにシャンボール城へと移され、最終的にモントーバンのアングル美術館に収められた。1956年には観客から酸を浴びせられ、画面下部に大きな損傷を受けたことがあった。さらに同年12月30日に、ボリビア人青年が『モナ・リザ』に石を投げつけた。これによって画面左下部の顔料が僅かではあるが剥落し、修復されている。
損壊事件が相次いだことから、『モナ・リザ』は防弾ガラスのケースに収められた。1974年4月には、東京国立博物館に貸し出し展示されていた『モナ・リザ』が、美術館の身体障害者への対応に憤った「足の不自由な女性」（米津知子）に赤色のスプレー塗料を吹き付けられたが、『モナ・リザ』は無事だった。2009年8月2日には、フランス市民権取得を拒否されて度を失ったロシア人女性が、ルーヴル美術館の土産物屋で購入した素焼きのコップを投げつける
、2022年にはパリ近郊に住む男性が女性高齢者に変装してクリーム菓子を投げつける、2024年には環境活動家の女性がスープをかける行為が行われたが、いずれも2005年から設置されている防護用の強化ガラスが阻み『モナ・リザ』への影響はなかった。

## 構成と審美的評価

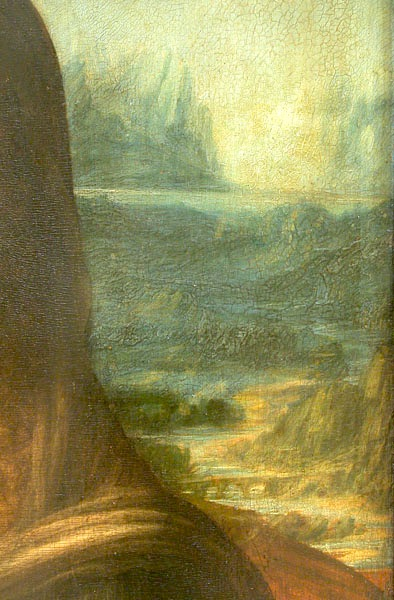
画面背景右上の拡大画像。

『モナ・リザ』の女性像は、シンプルで安定感のある三角形の構図で描かれており、重ねられた両手が三角形の底辺を構成している。胸、首、顔、手は光源を同じくする光に照らし出され、光の効果が丸みを帯びたさまざまな表情を女性に画面に与えている。レオナルドは、座する聖母マリアが描かれた、当時の典型的ともいえる構成で『モナ・リザ』の女性を描いている。レオナルドがこのような構成で『モナ・リザ』を描いたのは、この女性像と作品の鑑賞者に距離感を持たせる効果を意図していた。左腕が乗せられた椅子の肘掛が『モナ・リザ』と鑑賞者とを隔てる役割を担っている。
女性は背筋を伸ばして座り、重ねられた両手は控えめな立ち振る舞いを意味している。視線はまっすぐに鑑賞者に向けられ、この静謐な空間を共有することを歓迎しているかのように見える。光に照らし出された明るい顔は、髪の毛、ベール、陰影などの暗い部分によってさらに強調されている。女性の顔は、レオナルドが用いた新たな技法によって不思議な表情を与えられている。輪郭を描くのではなく「主に口角と眼周辺を表現する (Gombrich)」スフマートの技法で女性の顔が描かれている。現在ルーヴル美術館が所蔵する、ラファエロの『バルダッサーレ・カスティリオーネの肖像』は、1514年から1515年ごろに描かれた絵画で、間違いなく『モナ・リザ』の影響を受けている作品である。

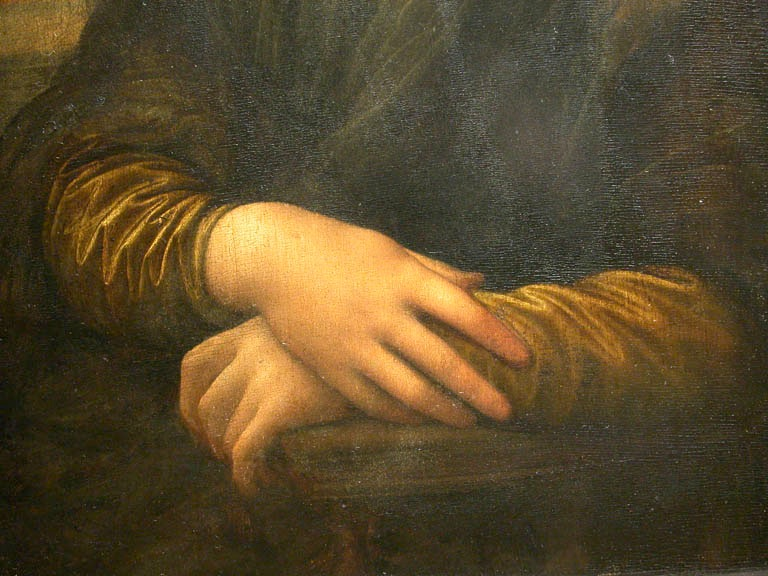
重ねられた両手の拡大画像。結婚指輪は描かれていないが、レオナルドはこのポーズでリザを描くことによって、高潔で貞淑な夫人を表現している。

『モナ・リザ』は空想的な風景を背景にして、一人の座る女性を描いた最初期の肖像画の一つである。レオナルドは空気遠近法 (en:aerial perspective) を絵画に取り入れた最初の画家の一人でもある。この謎めいた女性は、暗色の柱に支えられた開かれたロッジアの中に座っている。背景にはうっすらとした凍てついた山並みなど広大な風景が描かれている。曲がりくねった小路と遠景の橋には、一人の人影も見えない。官能的に波打つ髪と衣服は、うねるように表現された背後の谷や川と調和している。ぼやけた輪郭、優美な女性像、明暗の劇的な対比、そして静謐さに満ちた雰囲気は、レオナルドの作風の典型ともいえる。レオナルドが成しえた女性像と空想上の風景との融合表現が、『モナ・リザ』が伝統的な肖像画なのか、それとも実在の女性ではなく理想的な女性を表現したものなのかという議論の原因ともなっている。
『モナ・リザ』に描かれている女性や風景については様々な臆測がある。例えば「15世紀後半の美的感覚、さらには21世紀の美的感覚に照らしても」モデルの女性が美しくは描かれていないことから、レオナルドは忠実にモデルの女性を写し取ったと考えられるなどといった説がある。また、矢代幸雄のように、『モナ・リザ』の背景に描かれている風景画が、中国の山水画の影響を受けていると主張する西洋美術史家もいる。しかしながら、これらの推測には確たる証拠がないため異論も多い。

## 保存状態
『モナ・リザ』が制作されて以来、500年以上が経過しているが、1952年に開催された美術品に関する国際会議で「この絵画（『モナ・リザ』のこと）の保存状態は極めて良好である」とされている。これは過去に様々な修復が入っていることにも一因がある。1933年にマダム・ド・ジロンドが、初期の修復者たちが細部にわたるまで「細心の注意を払って」修復作業にあたった痕跡が見られるとしている。16世紀の終わりまでには、画肌保護のために表面に塗布されていたワニスが劣化し、画面全体が黒ずんで見えていたが、1809年に大胆な修復が実施された。このときの修復作業では、画肌最上部のワニス層が除去されており、修復洗浄の結果画面全体に往時の明るさが取り戻されている。『モナ・リザ』は過去の歴史を通じて、非常に適切に保管されてきた作品である。支持体に使用されているポプラ板の反りがキュレータたちの「ちょっとした悩み」になっていたが、2004年から2005年に実施された修復では、将来の『モナ・リザ』の状態も問題ないだろうといわれている。
この時期（2004年）にリュミエール・テクノロジー社のパスカル・コットが依頼を受け、可視光／非可視光による高精細画像データを収集しヴァーチャルな復元（数々の毀損の企てから画面を護って来たワニスの影響を取り除き、500年間に進行した褪色を補う）を行っている。このデータを活用して製作過程における図像の変遷も明らかにされた。

### 支持体のポプラ板と額縁

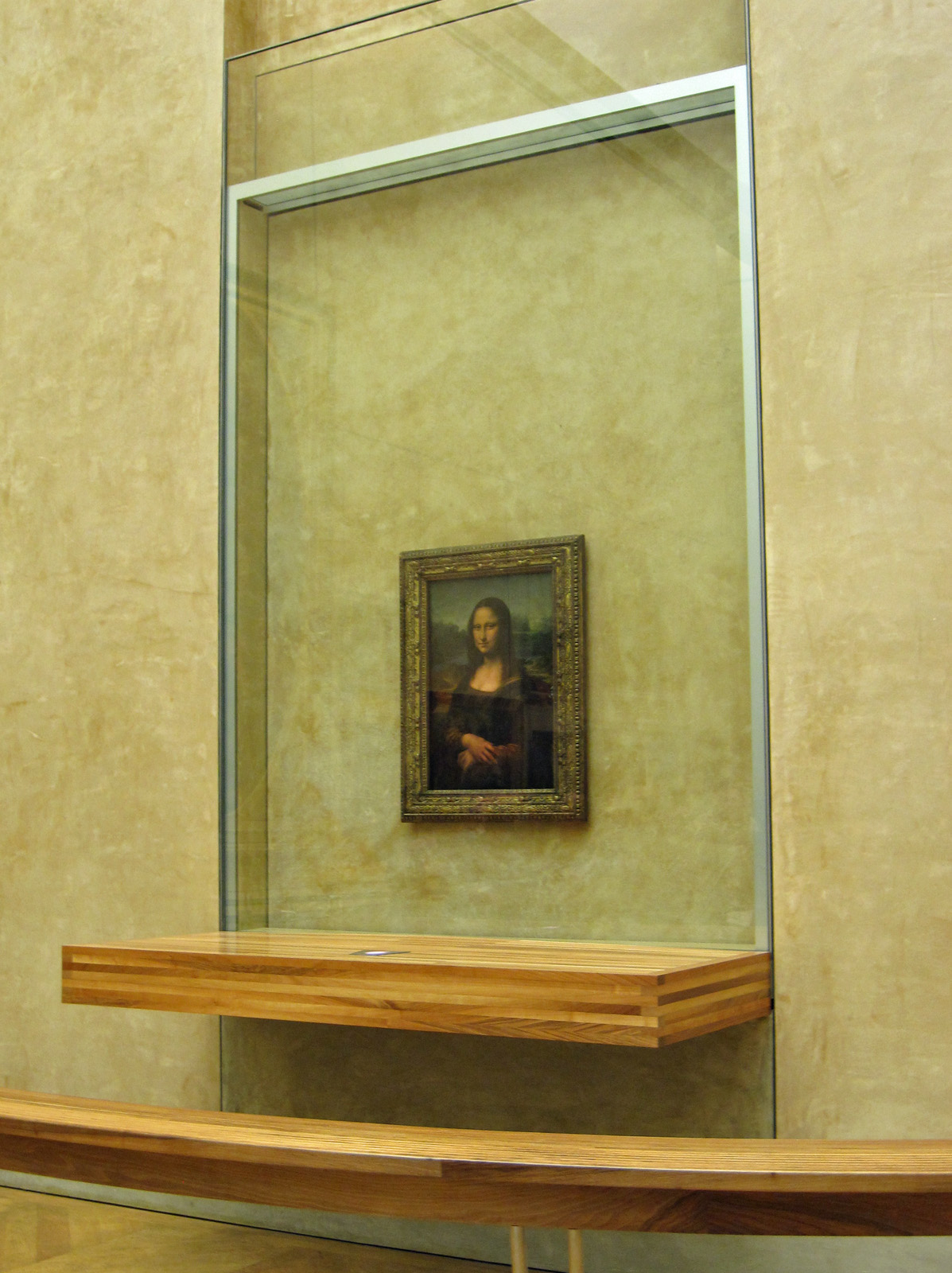
ルーヴル美術館ドゥノン翼2階展示室6「国家の間」の、2013年現在『モナ・リザ』が収められている、建築家ロレンゾ・ピケラスが設計した防弾ガラス製のケース。

『モナ・リザ』の支持体となっているポプラ板は、湿度の影響により歪みや反りが生じたことがある。過去に、ポプラ板の歪みによって画面上部にひびが入り、女性像の髪の部分にまでひび割れが及んでしまったことがある。この歪みを矯正するために、18世紀半ばから19世紀初頭にかけて、2点のクルミ材製の固定具が作品の背面に挿し込まれた。ポプラ板の厚みのおよそ3分の1の深さまでこの固定具を挿し込むという、非常に高度な技術が必要とされる作業だったが、この修復は成功し、ひびの状態は安定した。また、1888年から1905年にかけてのいずれかのタイミングで、おそらくは盗難中に上部の固定具が脱落している。さらに、第二次世界大戦中に不適切な保存下に置かれていたために生じた歪みへの対応と、レオナルド生誕500年記念展覧会に出品される準備として、『モナ・リザ』はブナ材の横木がついた、弾力性のあるオークの額縁に収められた。この額縁は、それ以上ポプラ板が歪まないように圧力をかける機能を持っていた。1970年には、ブナ材の横木が虫による食害にあっていることが発見され、横木の素材がカエデ材に交換されている。さらに2004年から2005年に、保存委員会がカエデ材の横木からプラタナス材の横木に交換し、さらに科学的な歪みの測定に基づいて金属製の横木も追加した。
『モナ・リザ』はそれぞれ時代の流行に応じて、様々な額縁に収められてきた。サイズを額縁に合わせるためにポプラ板の端が削られたことはあるが、顔料が塗布された絵画部分には削られた箇所はない。
現在『モナ・リザ』が収められている防弾ガラスのケース内部は厳格な制御がなされており、湿度は50パーセント±10パーセント、温度は18度から21度に保たれている。さらに湿度の変動を防ぐ目的でシリカゲルもケース内に入れられており、相対湿度を55パーセントに保つ一助となっている。

### 過去の修復作業
記録に残っている『モナ・リザ』に対する、最初のかつもっとも大規模な修復が実施されたのは1809年のことである。このときの蒸留アルコールによる洗浄、ワニスの塗り直し、加筆など一連の修復作業の指揮を執ったのは、当時ナポレオン美術館と改名されていた美術館の絵画修復責任者ジャン＝マリー・フストゥルだった。1906年に、ルーヴル美術館の修復担当者ウジェーヌ・ドゥニザールが、ポプラ板のひび割れによって荒れた画肌部分に水彩顔料で修復加筆を行っている。また、ドゥニザールは、古い額縁では隠れていた画面端部分のワニスの修復も行っている。盗難に遭っていた『モナ・リザ』がルーヴル美術館に戻された1913年にも、ドゥニザールが修復作業の責任者に任命された。このときドゥニザールは特殊な溶剤を使用しない洗浄作業を指示し、顔料が欠落していた箇所に対して、水彩顔料によるわずかな加筆で修復作業を終えている。1952年には、画面背景部分を覆っていたワニス層の表面を滑らかにする修復が行われた。1956年に観客によって酸が浴びせられたときにはジャン＝ガブリエル・グーリナが修復を担当し、損害を受けた『モナ・リザ』の左腕部分を水彩顔料で修復加筆している。

### ルーヴル美術館での展示場所
学術的な保全、記録、調査を受けた後の2005年4月6日に、『モナ・リザ』は「国家の間」に展示場所が移された。この展示室で、温度、湿度などが制御された専用の収納場所に、防弾ガラスに守られて公開されている。『モナ・リザ』を収蔵するためのサル・デ・ゼタの改築には、日本テレビが資金を提供した。当時会長だった氏家齊一郎はその功績により、レジオンドヌール勲章を授与された。
一般客はロープにより一定の距離からの鑑賞となるが、国会議員などの要人はロープ内に入っての鑑賞が許可されることがある。
毎年およそ600万人の観客が、『モナ・リザ』を見るためにルーヴル美術館を訪れている。木炭と石墨の、レオナルドが描いたといわれる『モナ・リザ』の習作がニューヨークのハイド・コレクション (en:The Hyde Collection) に所蔵されている。

## 評価

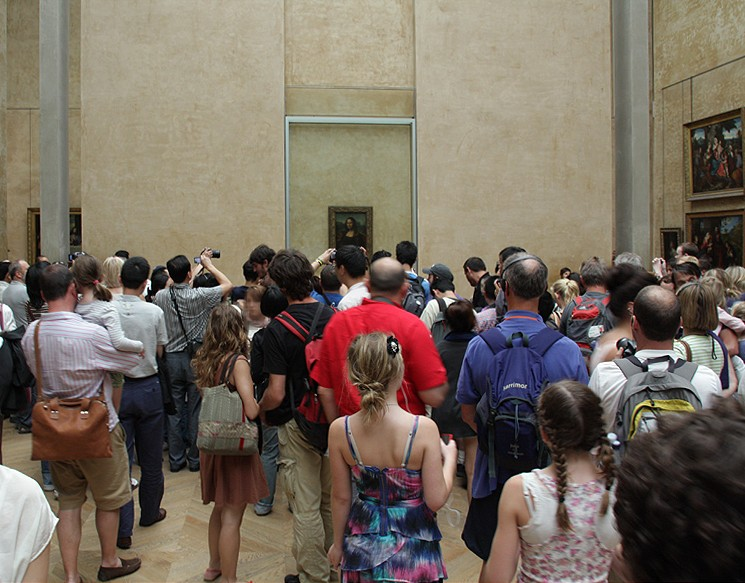
『モナ・リザ』はルーヴル美術館でもっとも集客力がある所蔵品となっている。2010年撮影。

美術史家ドナルド・サスーンが、『モナ・リザ』の評価が高まっていく様子をまとめている。19世紀半ばには、テオフィル・ゴーティエらロマン派詩人たちが、『モナ・リザ』のことを「運命の女」と表現している。『モナ・リザ』は「……読者が好き勝手に読み解くことができる書物のような作品だ。彼女（リザ）は宗教的イメージではなく、この絵画に心惹かれる文学趣味の観客の多くは男性である。彼女は尽きることのない幻想的な女性として、男性たちを魅了している」とした。20世紀に『モナ・リザ』が盗まれたときには、様々な模造品、製品、風刺文、臆測の引き金となり「300点の絵画と2,000に及ぶ広告」が生まれた。

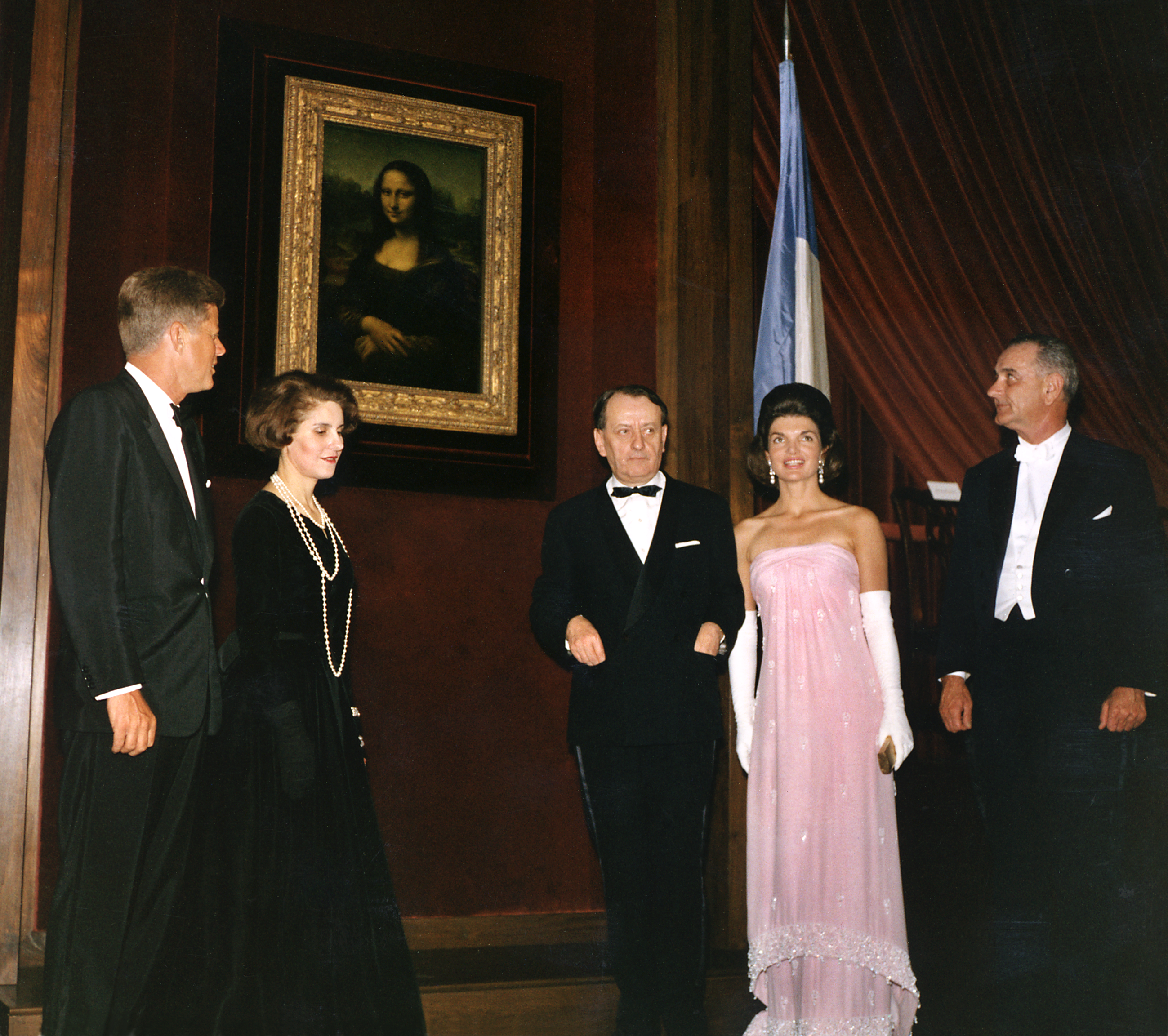
1963年1月8日に『モナ・リザ』がアメリカに持ち込まれてワシントン D.C. のナショナル・ギャラリー・オブ・アートで公開されたときに撮影された写真。左からジョン・F・ケネディ大統領、アンドレ・マルローの妻であるマドレーヌ・マルロー、アンドレ・マルロー、ジャクリーヌ・ケネディ、リンドン・ジョンソン副大統領。

ルーヴル美術館を訪れる入館者の多くは、およそ15分間『モナ・リザ』の前で足を止める。20世紀になるまで、『モナ・リザ』は多くの絵画作品のなかのひとつに過ぎず、世界で「もっとも有名な絵画」というわけではなかった。1852年時点で、ルーヴル美術館所蔵品の総市場価値は9万フランだったのに対し、ラファエロの総作品の市場価値は60万フラン以上だった。1878年に旅行案内書ベデカーが「ルーヴル美術館が所蔵するレオナルドの作品中、最も素晴らしい作品」という評価を残している。1851年から1880年の間に、ルーヴル美術館を訪れた芸術家たちは、ムリーリョ、コレッジョ、ヴェロネーゼ、ティツィアーノ、グルーズ、プリュードンらの作品を模写しているが、これら芸術家たちのうちおよそ半数が『モナ・リザ』の模写も手がけている。
1962年12月から1963年3月にかけて、『モナ・リザ』はアメリカ合衆国に貸与されて、ニューヨークとワシントンD.C.で公開された。また、1974年には東京とモスクワでも公開されている。
1962年からのアメリカでの公開前に『モナ・リザ』に保険をかける目的で評価額換算が行われた。その結果、1億ドルという査定額が下されたために、この高額な保険の引受け手は皆無となってしまい、保険に多額の金をつぎ込む代わりに、保安監視に予算が充てられることとなった。21世紀以降で、かつて『モナ・リザ』につけられた1億ドルという価格を上回って取引された絵画作品は複数存在する。2006年6月にグスタフ・クリムトの『アデーレ・ブロッホ＝バウアーの肖像 I』が1億3,500万ドルで、2006年11月にウィレム・デ・クーニングの『女 III』が1億3,800万ドル、ジャクソン・ポロックの『No. 5, 1948』が1億4,000万ドル、ポール・セザンヌの連作『カード遊びをする人たち』のうちの1点が2億5,000万ドルで、それぞれ売却されている。これらの作品は単純な価格比較においては『モナ・リザ』を超えているが、アメリカの消費者物価指数で換算すると、1962年の1億ドルは2010年の7億2,000万ドルの価値があるといえる。

## 『モナ・リザ』を巡る考察、臆測
『モナ・リザ』には、さまざまな考察や推測が存在している。

### 柱とパネルのサイズ

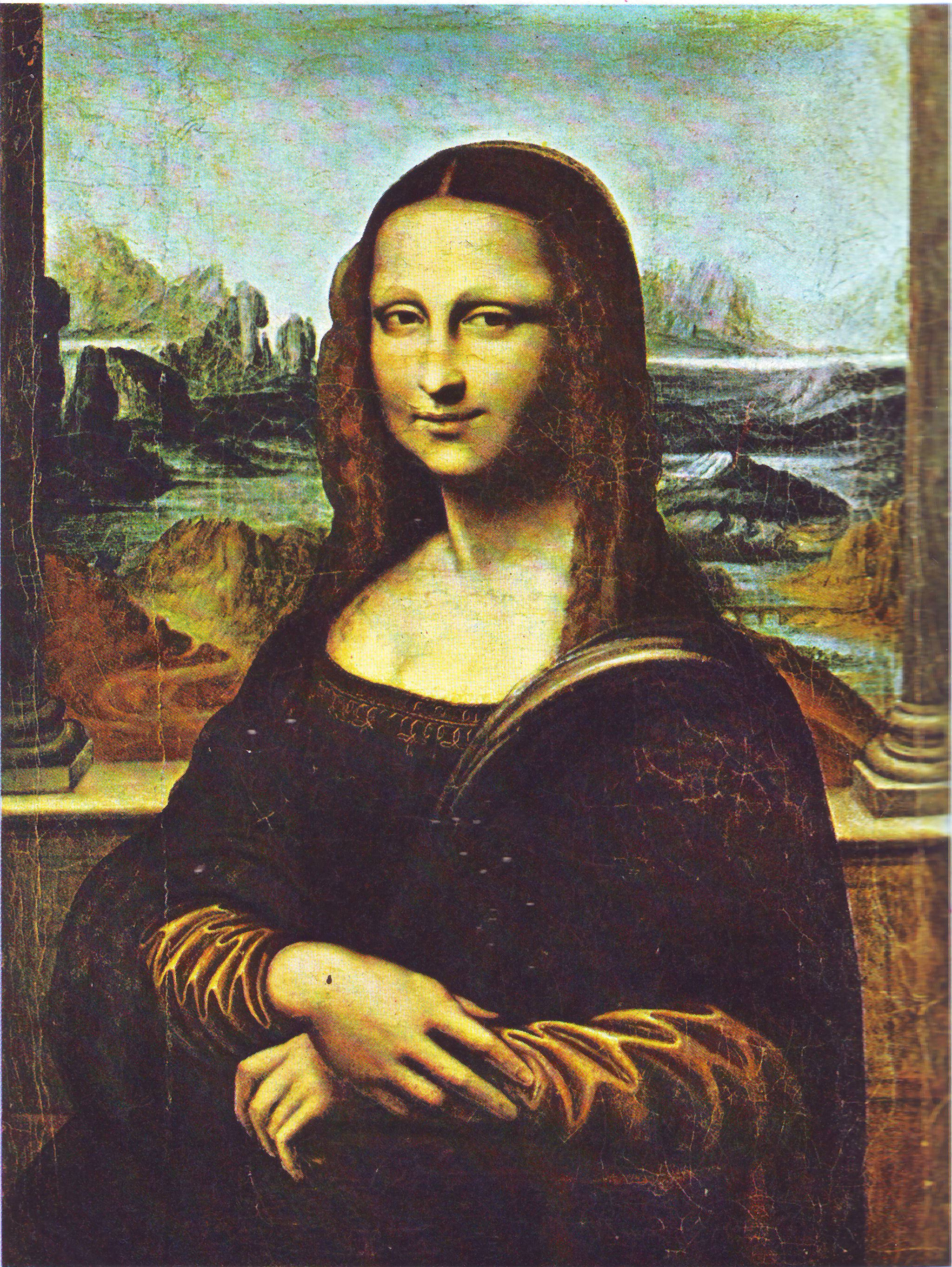
バルチモアのウォルターズ美術館が所蔵する『モナ・リザ』の最初期の模写作品。両端に柱が描かれている。

レオナルドの死後、『モナ・リザ』の画面両端が切り落とされたのではないかという根強い説がある。これは、初期に模写された何点かの絵画作品の画面両端に柱が描かれており、現在の『モナ・リザ』には、柱の基部しか存在していないためである。しかしながらマーティン・ケンプのように、『モナ・リザ』の画面両端は切り落とされてはおらず、模写に描かれている柱は単に付け加えられただけだとする美術史家もいる。2004年から2005年にかけて、各国の39名の専門家によって綿密な科学的調査が『モナ・リザ』に実施され、模写に見られる柱は模写の制作者に付け加えられたというケンプらの説が支持されるようになった。このときの調査で、額縁に隠れた『モナ・リザ』の上下左右の端には「余白」部分があることが判明している。この余白部分には下塗りに用いるジェッソ (en:gesso) が塗布されており、一部顔料も残っている。『モナ・リザ』制作当初から存在する余白であり、両端が切り落とされた結果生じた余白ではないと考えられている。

### 風景画
イタリアのトスカーナの渓谷地帯ヴァルディキアーナには、『モナ・リザ』の背景に描かれているのは、当地の風景であるという昔からの伝承がある。2011年に出版された専門誌『カルトグラフィカ (Cartographica) にも、『モナ・リザ』の背景と ヴァルディキアーナ の地形が合致する部分があるという記事が掲載された。

### 別バージョンの「モナ・リザ」

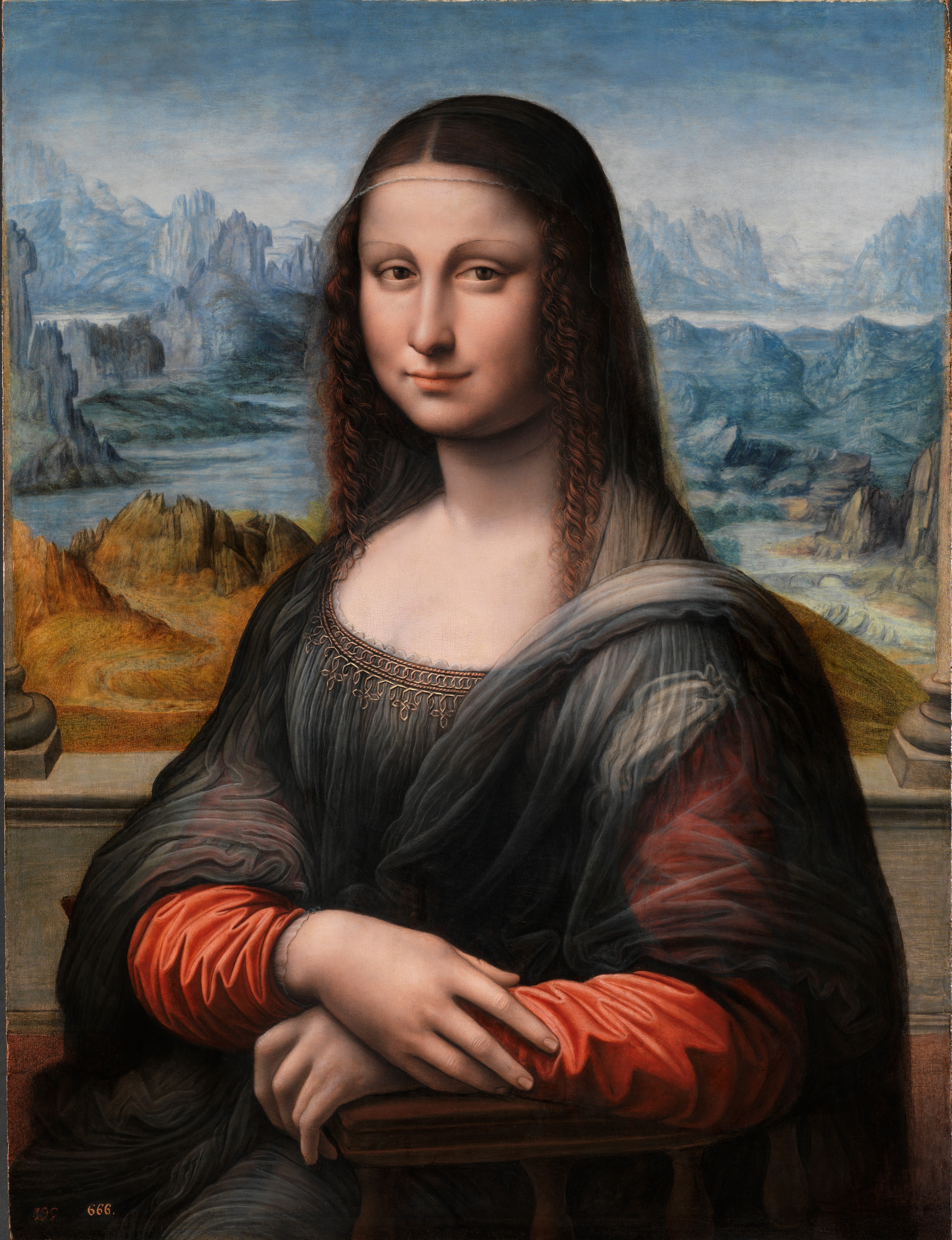
マドリードのプラド美術館が所蔵する『ラ・ジョコンダ（モナ・リザ）』。レオナルドの弟子が『モナ・リザ』と同時期に描いた模写だと考えられている。

レオナルドが描いた『モナ・リザ』には複数のバージョンが存在するとも言われている。『アイルワースのモナ・リザ』として知られる作品の所有者は、『アイルワースのモナ・リザ』こそがオリジナルの『モナ・リザ』であると主張している。2012年9月27日に、チューリッヒの美術財団法人が『アイルワースのモナ・リザ』は、35年に及ぶ専門家の調査の結果により、レオナルド作と結論付け、モデルはルーヴル美術館の『モナ・リザ』よりも10歳ほど若い。未完成品でレオナルド以外の人物が仕上げたと発表した。この『アイルワースのモナ・リザ』は40年間にわたってスイスの銀行の貴重品保管室に保管されていた絵画である。2012年9月27日に公開されたこの作品がレオナルドの真作であるとする専門家と、模写だとする専門家の両方が存在している。
ヴァーノン・コレクションも自身が所蔵する「モナ・リザ」が初期バージョンであり、ヴァーノンの「モナ・リザ」にはルーヴル美術館の『モナ・リザ』の習作といえる部分があると主張している。他にも、第5代リーズ公フランシス・オズボーンが所有していた作品で、1790年ごろにイギリス人画家ジョシュア・レイノルズの自画像と交換された、1616年ごろに描かれた「モナ・リザ」がある。レイノルズは、自身が入手したこの「モナ・リザ」がレオナルドの真作であり、ルーヴル美術館の『モナ・リザ』は模写だと信じていたが、現在ではレイノルズの考えは否定されている。しかしながら『モナ・リザ』が描かれてから約100年後に模写されたレイノルズの「モナ・リザ」は、ルーヴル美術館が所蔵する『モナ・リザ』よりも当時の鮮やかな色合いを現在に伝えている点で、価値のある作品となっている。現在は個人蔵となっているレイノルズの「モナ・リザ」だが、2006年にロンドンのダリッジ・ピクチャー・ギャラリーで一般公開された。
2012年1月に、マドリードのプラド美術館が、レオナルドの弟子、それもおそらくはレオナルドと非常に近しい弟子「フランチェスコ・メルツィ」が描いた『モナ・リザ』の模写を発見し、完璧に近い修復を実施したと発表した。プラド美術館の『モナ・リザ』は、ワニスがひび割れ、経年変化で黄化している現在のルーヴル美術館が所蔵する『モナ・リザ』よりも、制作当時の外観をよく留めていると考えられている。

### 裸身のモナ・リザ

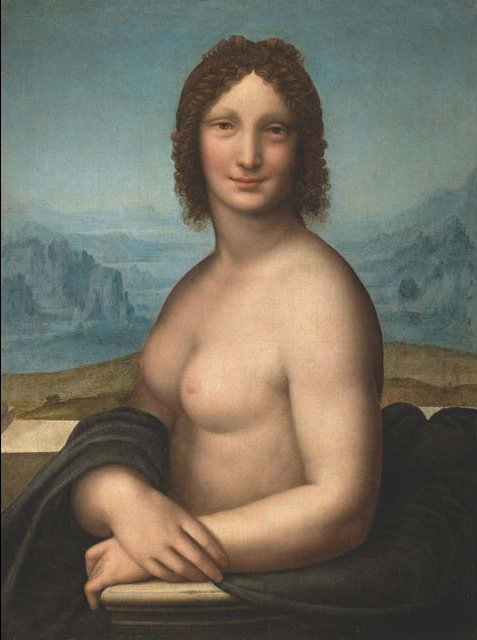
レオナルドの弟子サライが描いた裸身のモナ・リザ

『モナ・リザ』には、描かれている女性が裸身で表現されている模写も何点か存在している。これらの作品から、レオナルドが描いた裸身の『モナ・リザ』が存在していたのではないかとする説がある。裸身の「モナ・リザ」の模写といわれている作品には以下のようなものがある。
- エルミタージュ美術館が所蔵する『裸体の貴婦人 (Donna Nuda)』。レオナルド最晩年の弟子サライ (Salaì) の作品。
- ルーヴル美術館が所蔵する『モナ・ヴァンナ (Mona Vannna)』。レオナルド最晩年の弟子サライの作品。
- ナポレオン1世の叔父の枢機卿ジョゼフ・フェッシュが所蔵していた『モナ・ヴァンナ (Mona Vannna)』。
- スペンサー伯家が所蔵する『美しきガブリエーレ (La Belle Gabrielle)』。
- アッカデミア・カッラーラが所蔵する『花の女神 (Flora)』。カルロ・アントニオ・プロカッチーニ (Carlo Antonio Procaccini) の作品。
- プラハ国立美術館が所蔵する『モナ・ヴァンナ・ヌーダ (Mona Vanna Nuda)』。ヨース・ファン・クレーフェ (Joos van Cleve) の作品。
- ライト美術館が所蔵する『女性の肖像』。ヨース・ファン・クレーフェの作品。
- 16世紀に描かれた『裸身のジョコンダ (Gioconda desnuda)』。バルテル・ブリュイン (en:Barthel Bruyn) の作品。

### モナ・リザの微笑

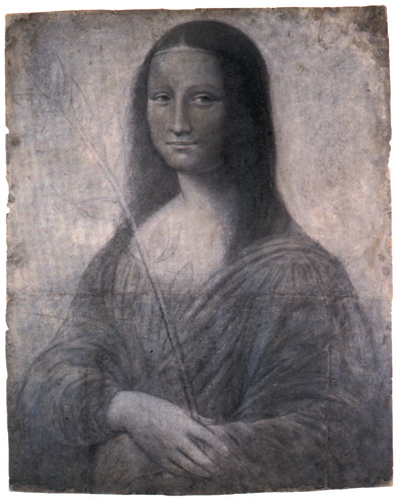
レオナルド自身が『モナ・リザ』の習作として描いたといわれることもあるデッサン。

『モナ・リザ』に描かれている女性が浮かべている謎めいた微笑は、幾度となく多くの議論の的となっている。その微笑みは純真で魅力的だと形容されることもある。またダビンチの生きた時代のヨーロッパではキリスト教に権力が集中していた時代で、笑うことはいやしい人間の行なう振る舞い、または精神が錯乱した異常者の行いとして侮蔑され、誰もが自分の笑顔を隠しながら生活をしていた時代であった。 多くの研究者が、なぜ『モナ・リザ』の微笑が人々の心を魅了し続けるのかを明らかにしようとしてきた。研究者による解釈の幅は、人間の知覚における科学的な理論から、『モナ・リザ』に関して言われ続けてきたモデルの特定や作品の雰囲気の謎が影響しているというものまでさまざまである。ハーヴァード大学教授マーガレット・リヴィングストンは、『モナ・リザ』は単位あたりの情報量である空間周波数が低く描かれているため、『モナ・リザ』は遠くから見るか、周辺視野も活用して見るべきだとする。例えば『モナ・リザ』が浮かべる微笑は、口元よりも目の辺りを見たほうが、より印象的に見えるとしている。
サンフランシスコのスミス＝ケトルウエル視覚研究所 (en:Smith-Kettlewell Institute) の研究者クリストファー・テイラーとレオニード・コンツェビッチは、『モナ・リザ』の微笑がさまざまな印象を与えるのは、視覚系の働きに個人差があるためだとしている。ブラウン大学の非常勤教授ディナ・ゴルディンは、『モナ・リザ』の謎めいた微笑は豊かな表情筋によるものだと主張している。この豊かな表情筋の効果で、観客は無意識に『モナ・リザ』の微笑を拡大解釈し、観客それぞれが『モナ・リザ』の微笑から受ける、かすかではあるが確かな感情を想起されるのだとしている。

### 赤外線分析

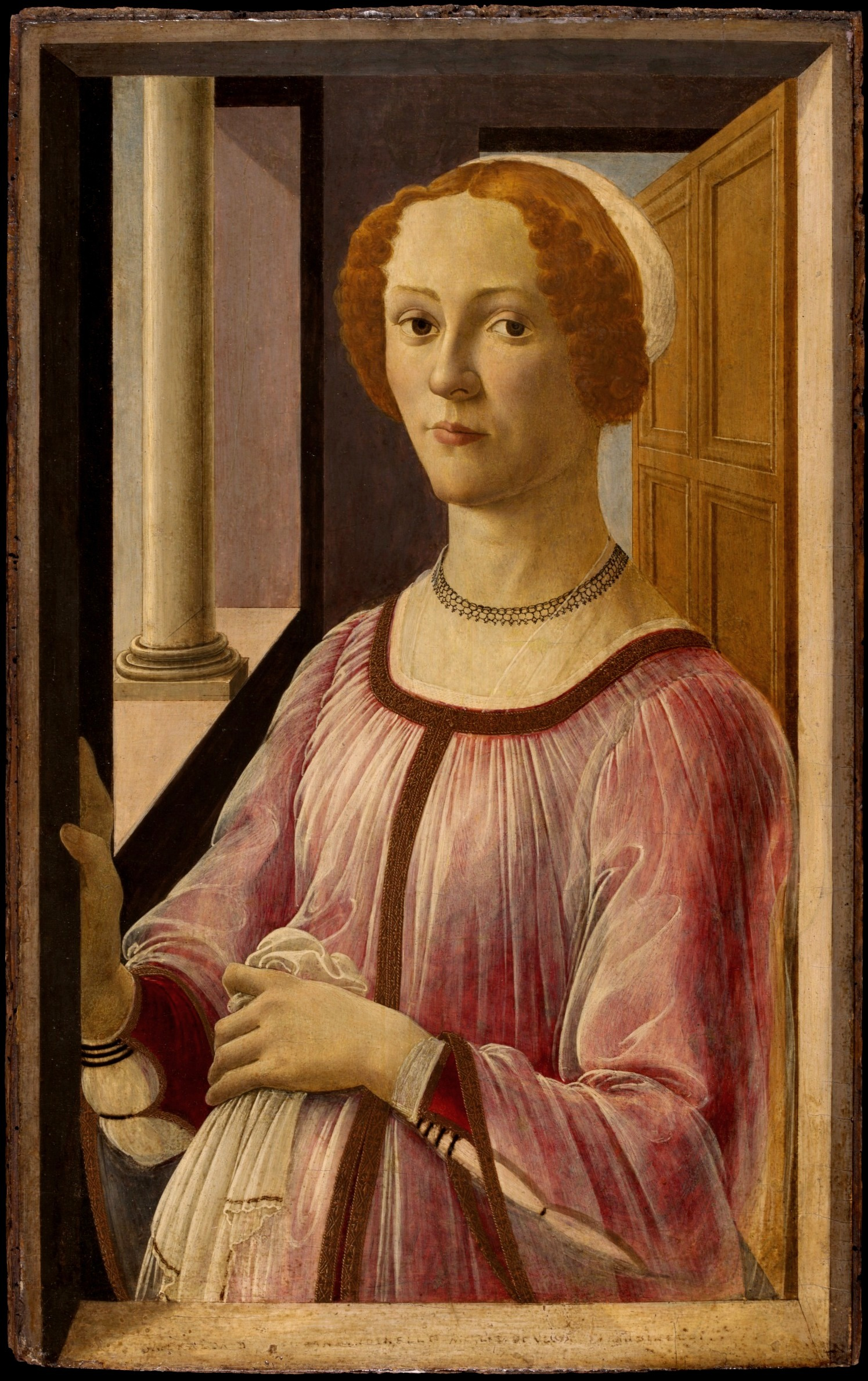
ボッティチェッリが1470年頃に描いた妊婦の肖像画『エスメラルダ・ブランディーニの肖像』。『モナ・リザ』の女性が着用しているのと同様の半透明の紗のヴェール（グアルネッロ）が描かれている。

2004年にカナダ国立研究機構が『モナ・リザ』の赤外線三次元分析を実施したが、画肌に塗布されたワニスの経年変化のために詳細部分の解析は困難を極めた。この赤外線分析で得られたデータから、フランス美術館研究修復センターのブルーノ・モッタンは、『モナ・リザ』の女性が身につけている半透明の紗のヴェールが、グアルネッロと呼ばれる、妊娠中あるいは出産直後の女性が使用していたものだと結論付けた。よく似たグアルネッロが、ボッティチェッリの1470年ごろの作品『エスメラルダ・ブランディーニの肖像』にも描かれている。現在ロンドンのヴィクトリア&アルバート博物館が所蔵するこの作品は妊婦を描いた肖像画である。さらに、赤外線分析によって、『モナ・リザ』に描かれている女性の髪が無造作に下ろされているのではなく、後頭部でボンネットないし髪留めピンのようなものでシニョン (en:Chignon (hairstyle)) にまとめられていることも判明している。16世紀では、無造作に下ろした髪は未婚の少女か娼婦の髪型だとされていた。この発見により、『モナ・リザ』のモデルとされるリザ・デル・ジョコンダが既婚女性なのに、下ろした髪型で描かれているという矛盾点が解決された。
また、この赤外線分析のデータから、レオナルドが用いた技法を明らかにし、現在の保存手法が継続された場合には僅かではあるが状態が劣化する可能性があることも指摘した研究者もいる。2006年にも『モナ・リザ』に科学分析が実施された。赤外線カメラによる精査から制作初期の『モナ・リザ』にはボンネットを着けて束ねられた髪型の女性が描かれていたが、制作過程のどこかの時点で、レオナルドが現在の髪型へと変更したことが判明している。

### 眉毛とまつげ
『モナ・リザ』にはまつげも眉毛もはっきりとは描かれていない。このことについて、当時の上流階級の婦人たちは、まつげや眉毛が見苦しいとして、すべて抜いているのが普通だったとする研究者もいる。2007年にフランス人技術者パスカル・コットが、超高解像度カメラによる調査の結果、もともとの『モナ・リザ』にははっきりとしたまつげと眉毛が描かれていた痕跡が見つかったと発表した。そして、おそらくは過度の洗浄修復のために、年を経るうちに両者共に消えてしまったのではないかとした。コットは高解像度カメラによって24枚の拡大写真を撮影し、左目の上に一本の細い眉毛を描いた筆跡を発見したとし、「たとえわずか一本の眉毛であっても、レオナルド・ダ・ヴィンチが眉毛とまつげを描いていたという確かな証拠といえる」としている。『モナ・リザ』が低質な洗浄修復を受けた際に眉毛が薄くなっていったか、不注意にも除去されてしまった可能性があると主張した。さらにコットは、制作当初の女性の両手は、現在の『モナ・リザ』とは微妙に異なる位置で描かれていたとも述べている。また、モナ・リザをX線にかけたところ、レオナルドは、最初に描いた「まなざし」の上に少なくとも一回以上異なった「まなざし」を上塗りしたことが分かっている。

### 画題

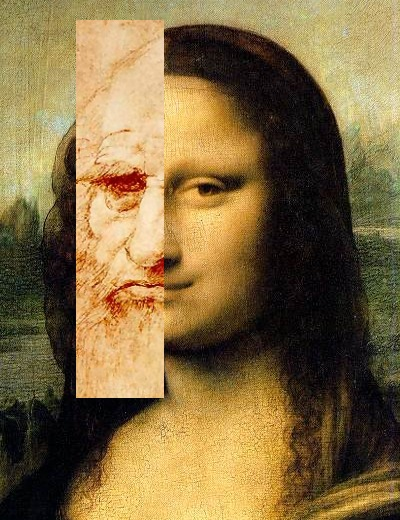
『モナ・リザ』とレオナルドの自画像との比較。

『モナ・リザ』に描かれている女性に関して、さまざまな説が唱えられてきた。聴覚障害者、喪に服す婦人、高級娼婦、人類の恋人、画家が患う神経症の産物、梅毒患者、伝染病患者、麻痺患者、歯痛病者などである。2010年1月には、パレルモ大学の解剖病理学教授ヴィトー・フランコが、イタリアの新聞『ラ・スタンパ』に『モナ・リザ』に関する記事を寄稿した。そしてフィレンツェで開催された医学学会で、『モナ・リザ』に描かれている女性には、コレステロール過多症の原因となる脂肪酸の明らかな蓄積が見られると指摘した。さらにフランコは、女性の左目には脂肪腫らしき症状も見られるともしている。
専門家や愛好家の間では「リザ」という名前で呼ばれていたレオナルドの絵画作品は、少なくとも4点存在すると考えられており、リザ・デル・ジョコンドが描かれているのはルーヴル美術館が所蔵しているのとは別の「モナ・リザ」だと主張する研究者もいる。
描かれている女性の特定にもさまざまな説があり、「リザ」のモデルではないかといわれた女性は10名以上の名前が挙げられている。ミラノ公妃イザベラ・ダラゴナ、ミラノ公の愛妾チェチーリア・ガッレラーニ、フランカヴィラ公爵夫人コンスタンツァ・ダヴァロス (en:Costanza d'Avalos, Duchess of Francavilla)、マントヴァ侯妃イザベラ・デステ、パシフィカ・ブランディーノ、イザベラ・グアランダ、カテリーナ・スフォルツァ、
レオナルドの母カテリーナ、
さらにはレオナルド自身だという説もある。

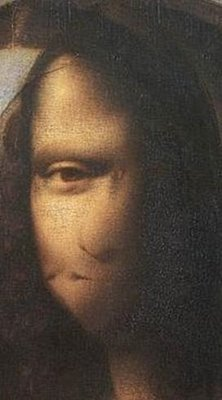
『モナ・リザ』とレオナルドの自画像との合成画像。

オーストラリア人芸術家スーザン・ドロテア・ホワイト (en:Susan Dorothea White) は『微笑みの解剖学、モナ・リザの頭骨 (Anatomy of a Smile: Mona's Bones )』（2002年）と『モナ・リザの噛み合わせ (Mona Masticating )』（2006年）で、『モナ・リザ』に描かれている女性の頭蓋の形状が、解剖学的に男性のものと酷似していると指摘した。ベル研究所のリリアン・シュワルツは、『モナ・リザ』は実質的にはレオナルドの自画像ではないかと主張している。『モナ・リザ』をデジタル解析した結果、『モナ・リザ』の女性の表情と自画像のドローイングの表情とが一致することが分かったとした。しかしながら、シュワルツが比較対象としたドローイングは、レオナルドの自画像ではないという説もある。レオナルドの伝記を書いた作家セルジュ・ブラムリー (en:Serge Bramly) は1994年に「（『モナ・リザ』の）モデルといわれる人物は、妥当か否かはともかくおよそ12名程度は存在する。なかには、モデルなどは存在せず、レオナルドが理想の女性を描いたと主張する者もいる」としている。

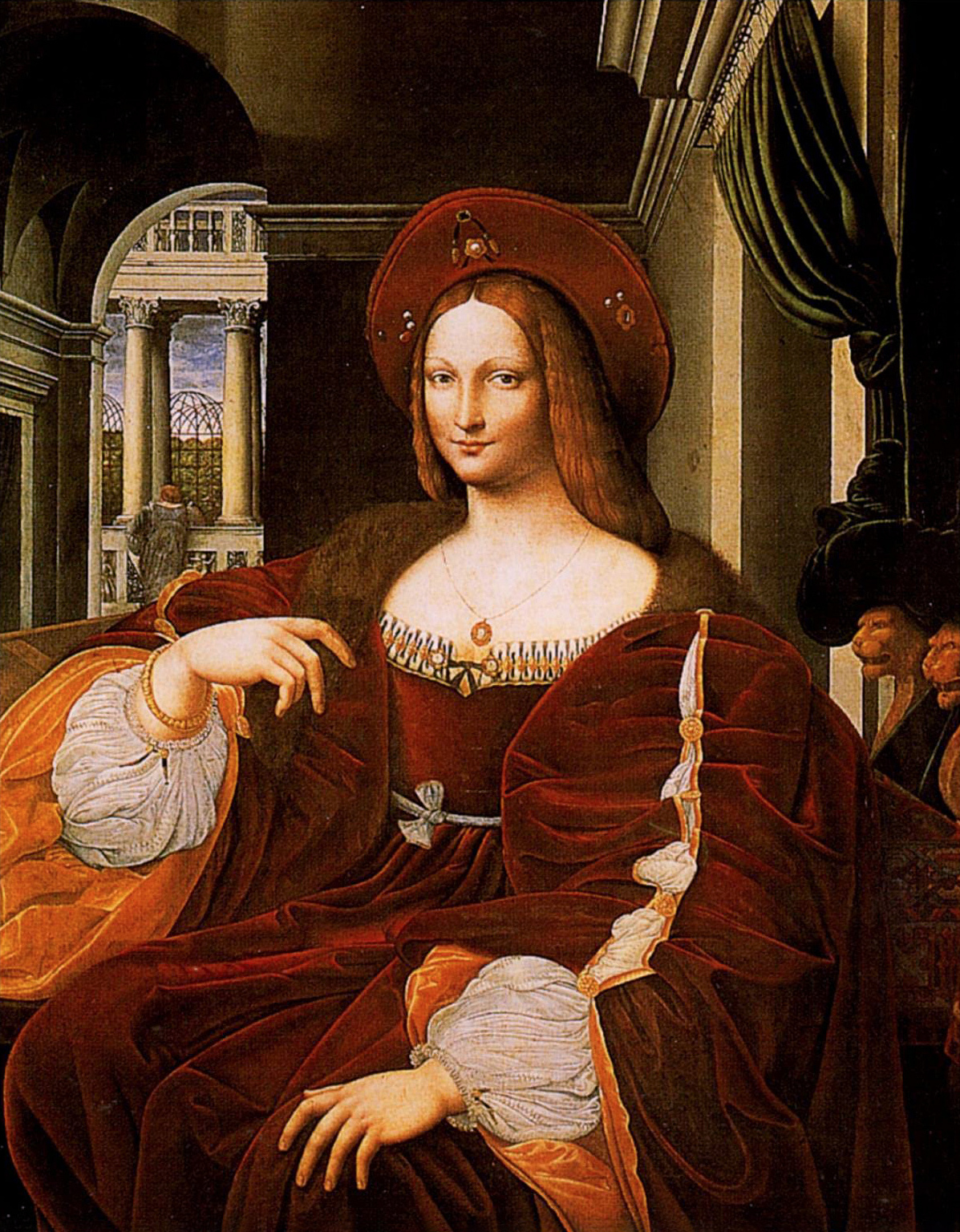
ラファエロが描いた『イザベラ・ダラゴナの肖像』（ドーリア・パンフィーリ美術館）。

マイケ・フォクト＝リュールセンは、『モナ・リザ』のモデルが、レオナルドがその宮廷画家を12年間勤めていたミラノ公妃イザベラ・ダラゴナであると主張した。フォクト＝リュールセンは『モナ・リザ』に描かれている濃緑色の衣装は、この女性がスフォルツァ家の一員であることを示唆しているとし、『モナ・リザ』はミラノ公に輿入れしてきたイザベラを描いた最初の公式肖像画であり、1503年ではなく1489年の春か夏に描かれた作品であるという説を唱えている。
2004年に歴史家ジュゼッペ・パランティが『モナ・リザ、無邪気な女性 (Monna Lisa, Mulier Ingenua )』を出版した。この書籍は過去に『モナ・リザ』のモデルといわれてきた人物たちを、古文書を調査した証跡をもとにしてまとめ上げた文献となっている。パランティは証跡から、レオナルドの父がデル・ジョコンドの友人だったと考えられるとし「『モナ・リザ』は、リザ・デル・ジョコンドが24歳のときに描かれた作品で、レオナルドの父が友人のために制作を依頼した作品であろう。レオナルドの父は他にも息子に絵画制作を依頼したことがあった」としている。2007年には系図学者ドメニコ・サヴィーニが、ストロッツィ家の姫ナタリアとイリナがリザ・デル・ジョコンドの子孫であると特定した。
2010年10月に、美術史家シルヴァーノ・ヴェンチェッティが『モナ・リザ』の目の中にレオナルドのイニシャルなどの微細な文字を発見したと、英紙デイリー・メールが報じた。右目にレオナルドのイニシャルである「LV」が描かれ、左目には「CE」あるいは「B」と思われる記号、背景にある橋のアーチには「72」あるいは「L2」のような文字を、高度な拡大鏡を使用することで確認できるとする報道である。この発表から間もなく、ヴェンチェッティはこれらの文字からレオナルドの長年の弟子で愛人だったともいわれる、ジャン・ジャコモ・カプロッティ（通称サライ (Salaì)）こそが、『モナ・リザ』のモデルであると主張し始めた。この主張に対しルーヴル美術館は、ヴェンチェッティが実際に『モナ・リザ』を精査していないことを指摘し、2004年と2009年の科学的分析時に「あらゆる研究機関が調査することが可能」だったにもかかわらず「調査中に、文字や数字はひとつも見つかっていない」「木の板に描かれている作品の経年変化により、絵画表面には無数のひび割れが生じている。このひび割れの形状が、行き過ぎた臆測のもとであたかも数字や文字であるかのように見えてしまう可能性があるのかもしれない」と反論している。

## 後世への影響

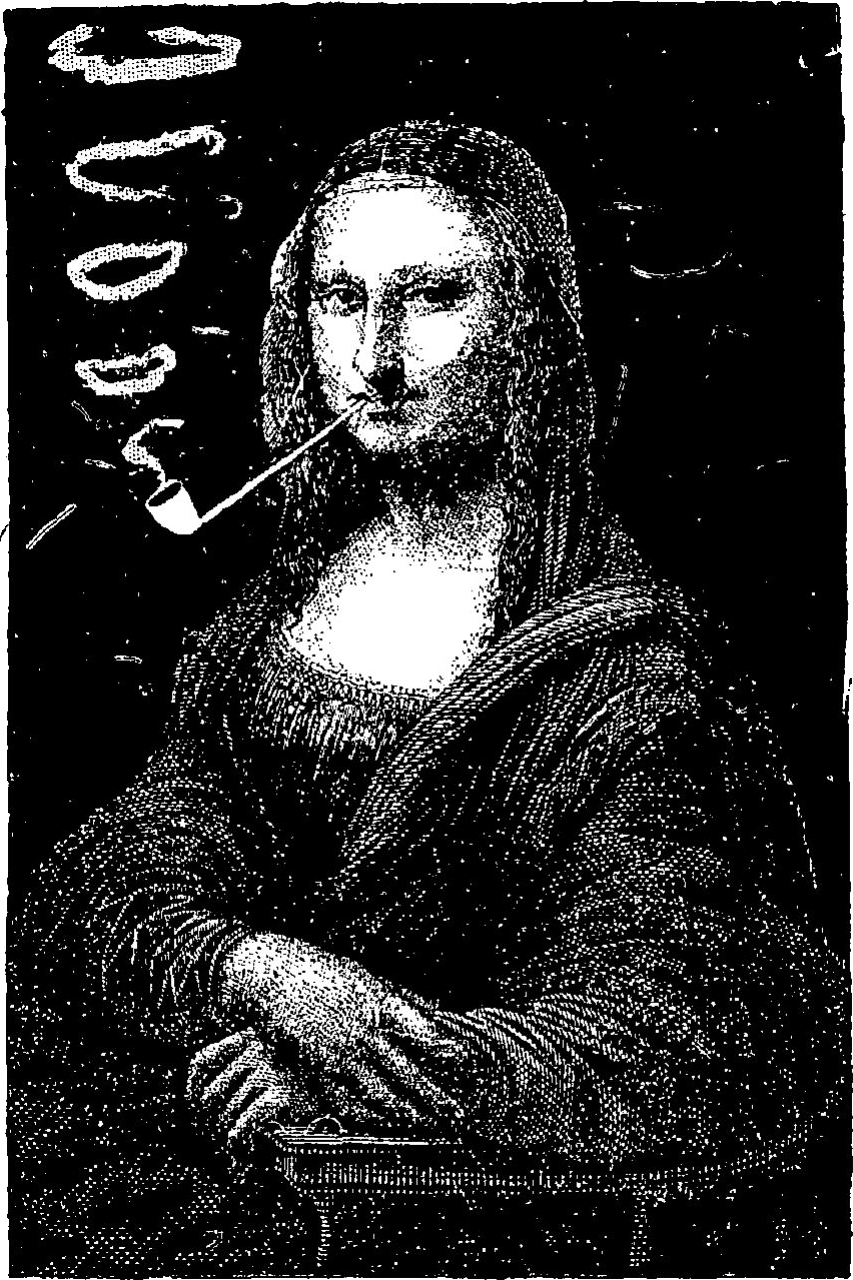
ウジェーヌ・バタイユが1883年に描いた『微笑 (Le rire)』、『モナ・リザ』のカリカチュア。

アバンギャルド芸術は、『モナ・リザ』の著名性に目を付けた。『モナ・リザ』が持つ名声は圧倒的なものであり、ダダイストやシュルレアリストたちがそのカリカチュアを制作した。1883年にウジェーヌ・バタイユが描いた、パイプをふかす「モナ・リザ」のカリカチュア『微笑』は、パリで一時期流行したインコヒーレンツ派 (en:Incoherents) の絵画展で公開された作品である。1919年には、20世紀美術に多大な影響を与えたマルセル・デュシャンも、口ひげと顎ひげのある「モナ・リザ」のパロディ作品『L.H.O.O.Q.』を残している。この作品名を声にすると、フランス語の「彼女の尻は熱い (Elle a chaud au cul)」とよく似た発音となり、描かれている女性が性的興奮状態にあることを意味している。アメリカ人彫刻家ロンダ・ローランド・シーレー (en:Rhonda Roland Shearer) は、この『L.H.O.O.Q.』に描かれた「モナ・リザ」にはデュシャン自身の自画像も一部使用されているとしている。
サルヴァドール・ダリは、「モナ・リザ」に扮した自画像を1954年に描いている。『モナ・リザ』が1963年にアメリカで公開された直後には、アンディ・ウォーホルが「モナ・リザ」を30枚つなぎ合わせてモチーフとしたシルクスクリーン作品を発表した。
日本においても、「モナ・リザ」をモチーフとした広告が複数制作されている。
鈴木松美は、合成音声にて「モナ・リザ」の声を再現した音源を制作している。